# N'Goussa
N'Goussa ou Ngoussa est une commune de la wilaya de Ouargla en Algérie, située à 22 km au nord de Ouargla.
Ancienne oasis caravanière, elle dispose d'un vieux ksar et était parfois rivale d'Ouargla.

## Toponymie
La forme berbère primitive du nom est très probablement : Ngusən (ou Ingusən) .

## Géographie

### Situation
La commune de N'Goussa est située dans la wilaya d'Ouargla, à 22 km au nord de Ouargla. Elle constitue aujourd'hui une petite satellite de cette dernière. Tout en faisant partie de cette oasis, elle est cependant distincte, à l'inverse des autres villages qui s'étaient absorbés par l'agglomération d'Ouargla. 
| Zelfana (wilaya de Ghardaïa) | El Allia, El Hadjira |                    |
| Ouargla                      | N'Goussa             | Hassi Ben Abdellah |
|                              | Sidi Khouiled        |                    |

### Localités de la commune
Lors du découpage administratif de 1984, la commune de N'Goussa est composée à partir des localités et lieux-dits suivants :
- N'Goussa
- Frane
- El Bour
- Hassi El Khefif
- El Khobna
- Oglat Larbaa
- Ben Azzouz
- Debiche
- Hamraya
- Ouahda
- Chegga
- Hassi Maali
- El Koum
- Hassi Cheta

### Climat
Le climat à N'Goussa, est désertique et très sec. La classification de Köppen est de type BWh. La température moyenne est de  22.3 °C et la moyenne des précipitations annuelles ne dépasse pas 50 mm.
| Mois                              | jan. | fév. | mars | avril | mai  | juin | jui. | août | sep. | oct. | nov. | déc. | année |
| --------------------------------- | ---- | ---- | ---- | ----- | ---- | ---- | ---- | ---- | ---- | ---- | ---- | ---- | ----- |
| Température minimale moyenne (°C) | 4    | 6,7  | 9    | 13,8  | 18   | 23   | 25,7 | 25   | 22   | 15   | 9,8  | 5,8  |       |
| Température moyenne (°C)          | 10,7 | 13,4 | 16,6 | 21,4  | 25,5 | 31,4 | 34,3 | 33,3 | 29,5 | 22,9 | 16,4 | 12   | 22,3  |
| Température maximale moyenne (°C) | 17,2 | 20,1 | 23,6 | 29    | 33   | 39,4 | 42,9 | 41,7 | 37   | 30   | 23   | 18,2 |       |
| Précipitations (mm)               | 6    | 4    | 6    | 4     | 2    | 0    | 0    | 0    | 2    | 5    | 8    | 8    | 45    |

| Diagramme climatique                                  |          |        |         |       |         |           |         |       |       |        |          |
| J                                                     | F        | M      | A       | M     | J       | J         | A       | S     | O     | N      | D        |
| 17,246                                                | 20,16,74 | 23,696 | 2913,84 | 33182 | 39,4230 | 42,925,70 | 41,7250 | 37222 | 30155 | 239,88 | 18,25,88 |
| Moyennes : • Temp. maxi et mini °C • Précipitation mm |          |        |         |       |         |           |         |       |       |        |          |

## Histoire
N'Goussa était jadis sur la piste des caravanes allant de Touggourt à Ouargla, l'un des principaux points de départ vers le Sahel. Son économie traditionnelle reposait sur la palmeraie, la culture des céréales et le commerce caravanier. La culture du coton y était réputée.
Au xe siècle, N'Goussa et toute la région subissent l'influence de l'ibadisme, consécutive à l'arrivée des ibadites de Tahert et l’essor de Sédrata. Mais par la suite, l'ibadisme y recule puis disparaît. Son histoire est liée à celle des groupes nomades, berbères zénètes, puis arabes et arabisés, de la région, et de celle de Ouargla avec laquelle elle est étroitement imbriquée.
Sous la dynastie des Ouled Babia (xviie et xixe siècles), N'Goussa éclipsait Ouargla, on s'appuyant sur des alliances avec les tribus arabes nomades (Sa'id ‘Atba) de la région et/ou le soutien du Dey d'Alger. Le sultan de N'Goussa est alors investi au niveau de l'Oued Mya au détriment d'Ouargla, mais trop faible, il est obligé de s'inféoder aux Beni Djellab de Touggourt.

## Population

### Démographie

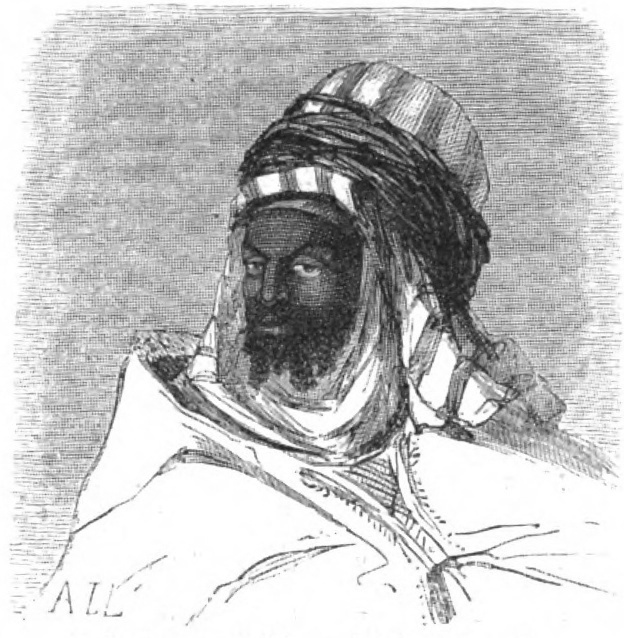
Bahous-Ben-Babla, caïd de N’goussa.

Selon le recensement général de la population et de l'habitat de 2008, la population de la commune de N'Goussa est évaluée à 16 581 habitants contre 13 344 habitants en 1998, dont 5 867 habitants dans l'agglomération chef-lieu et 3 075 habitants dans la localité d'El Bour.

### Société
La langue usuelle des sédentaires est un parler berbère très proche de celui de Ouargla. Ces parlers sont du groupe « zénètes ».
Les nomades sont représentés essentiellement par les Saïd 'Atha dont N'Goussa est le fief depuis quelques siècles. La sédentarisation quasi-totale des nomades de la région, tous arabophones et la proximité avec Ouargla, grande ville cosmopolite, y ont renforcé l'usage de la langue arabe. 
En raison de l'isolement de N'Goussa, le mode de vie a très peu changé et la culture orale s'est perpétuée. Toutefois, la population délaisse progressivement le ksar pour s'installer dans le nouveau village et de plus en plus de jeunes quittent l'oasis.

## Économie
La commune de N'Goussa dispose d'une palmeraie, dense et irriguée, elle produit une grande variété de dattes de diverses qualités, dont la deglet nour. Mais il existe aussi des palmiers plus dispersés, et à peine enfoncés dans le sol, suivant la technique du Souf, ils sont alimentés en eau par la nappe proche. La maïsiculture a été implémentée récemment.

## Patrimoine
Le vieux ksar de N'Goussa domine la palmeraie. Il n'est plus que partiellement habité, mais conserve ruelles, rues couvertes, et un minaret remarquable.  Tombant de plus en plus en ruine, il reflète encore assez bien le faste de son passé.
Le ksar et la mosquée Sidi Salah ont été inscrits sur l'inventaire supplémentaire des sites et monuments classés au patrimoine algérien.

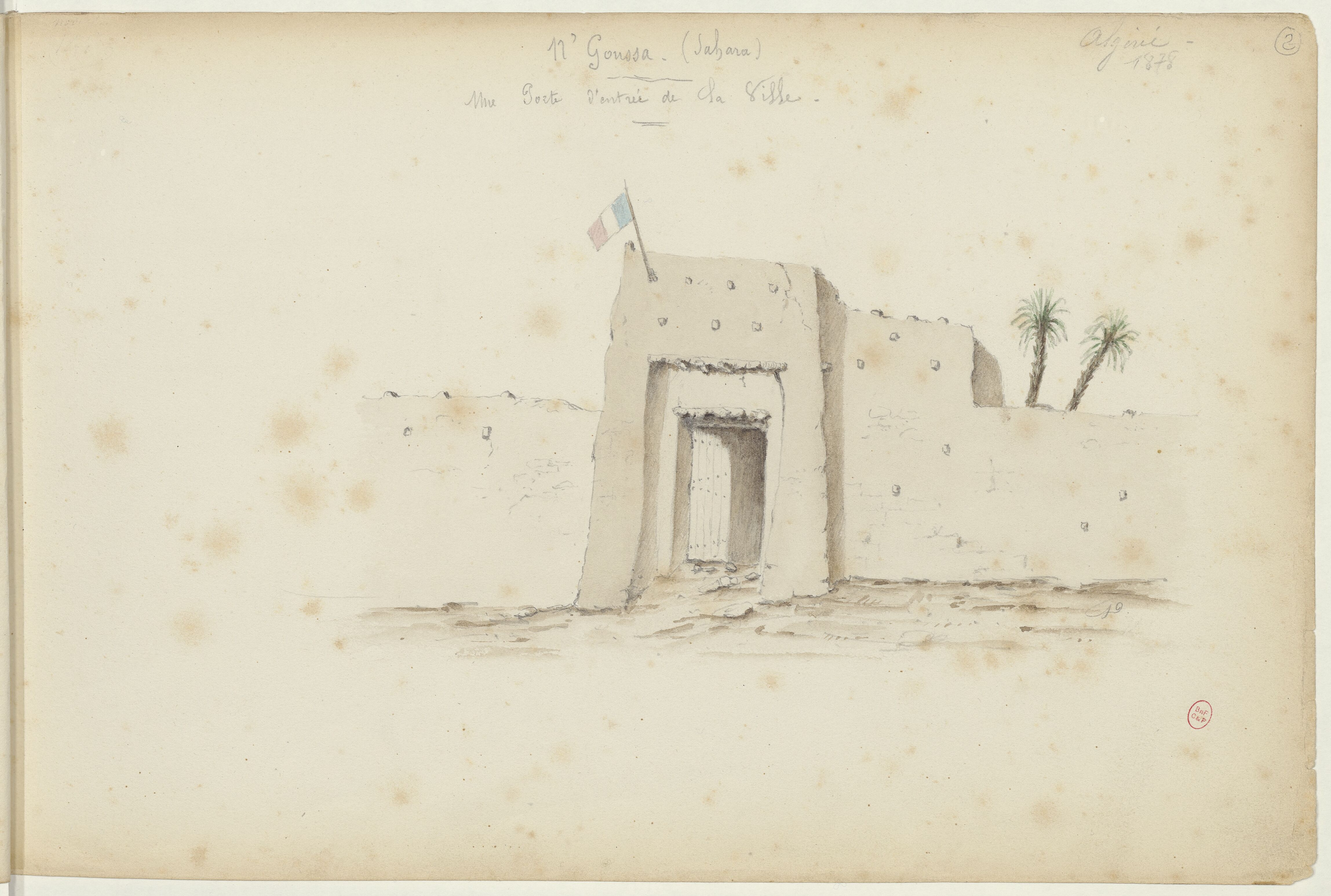
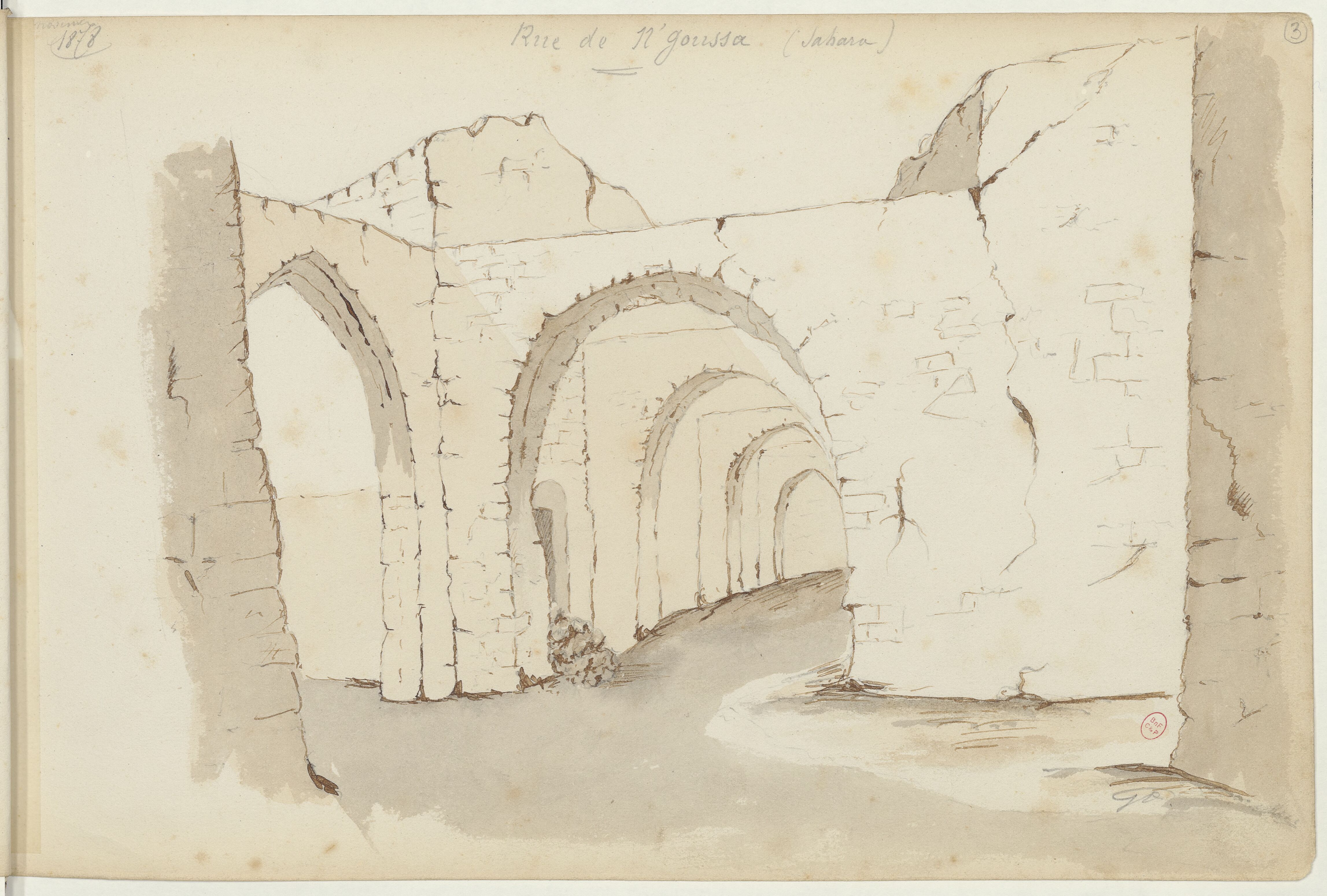
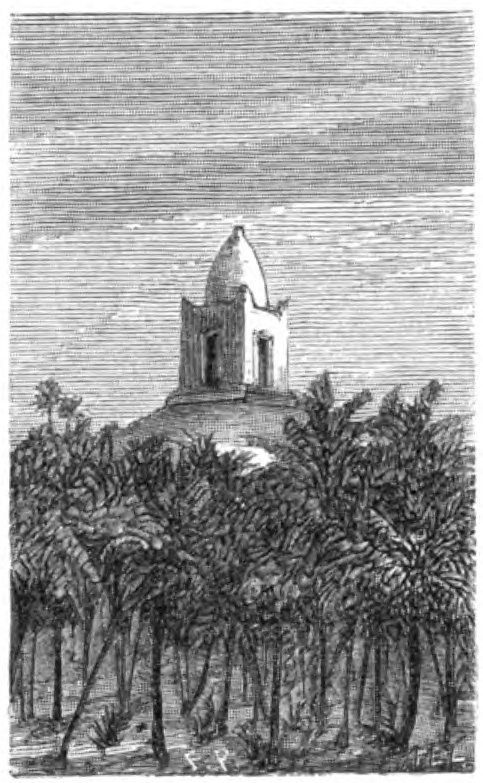
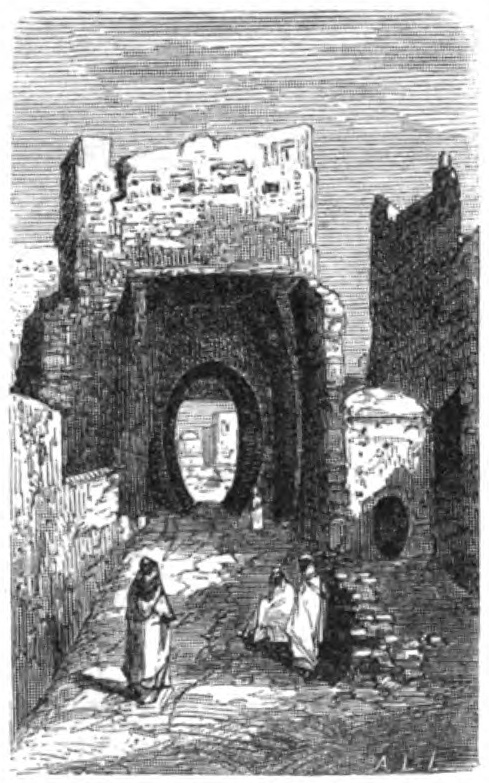